# Beer Island
Beer Island (von englisch beer ‚Bier‘; in Argentinien Isla Caleta Cordero, spanisch für Lämmerbuchtinsel) ist eine 1,5 km lange Insel im Archipel der Biscoe-Inseln westlich der Antarktischen Halbinsel. Sie liegt unmittelbar südlich der Insel Jagged Island und 13 km westlich des Prospect Point.
Kartiert und benannt wurde die Insel von Teilnehmern der British Graham Land Expedition (1934–1937) unter der Leitung des australischen Polarforschers John Rymill. Der Hintergrund der argentinischen Benennung ist nicht überliefert.